# 塞馬盧特

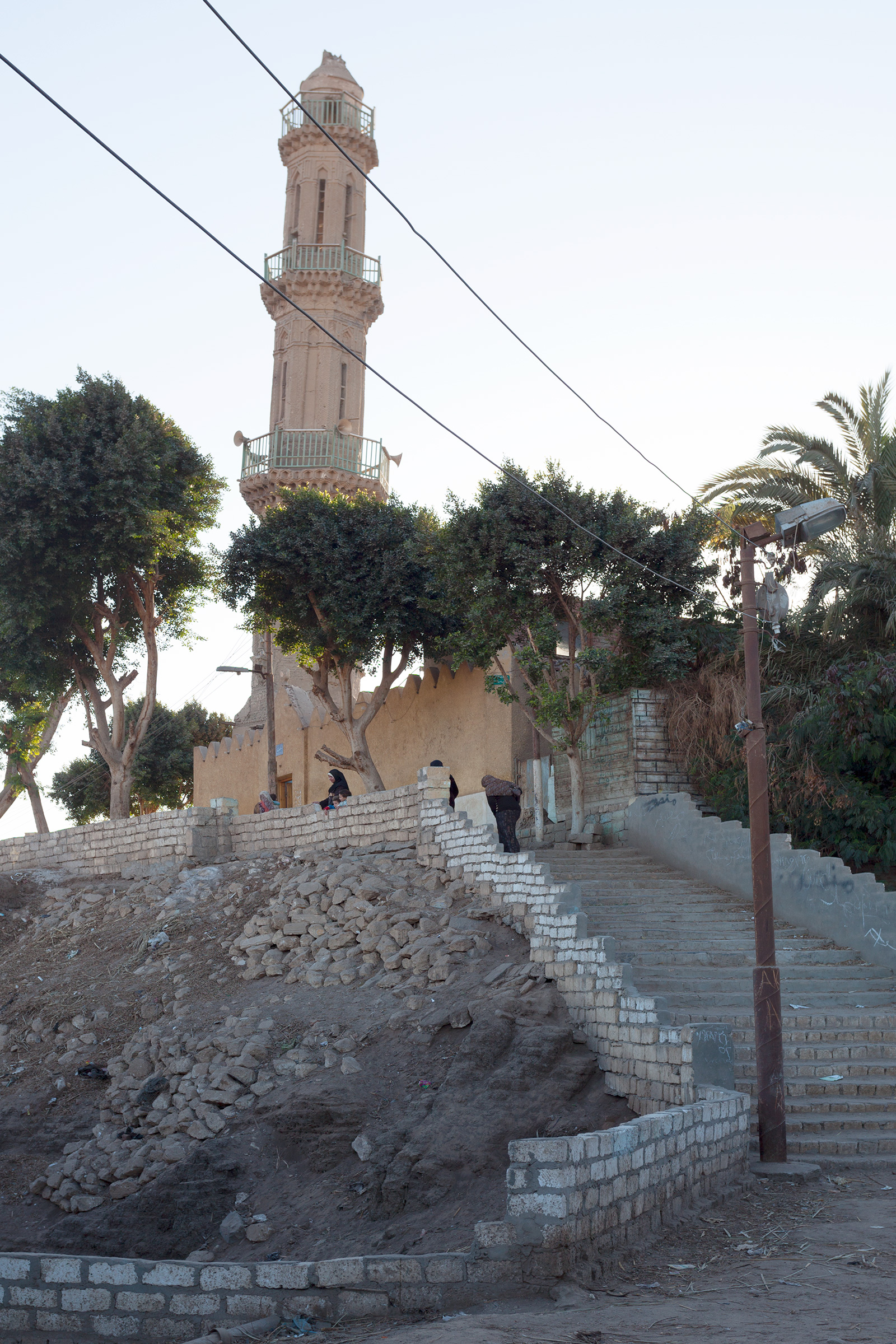
塞馬盧特

塞馬盧特是埃及的城鎮，由明亞省負責管轄，位於該國東北部尼羅河西岸，距離首府明亞25公里，主要農產品有玉米、葡萄和棉花，2006年人口91,475。
28°18′N 30°43′E / 28.300°N 30.717°E